# Хенчель, Дэвид
Дэвид Хенчель (род. 18 декабря 1952) — английский звукорежиссёр и музыкальный продюсер. Работал с Джорджем Харрисоном, Genesis, Ринго Старром, Queen, Энди Саммерсом, Майклом Олдфилдом, Renaissance, Питером Хэммиллом.

## Биография
Родился в графстве Суссекс. Музыкой начал заниматься в лондонской Trident Studios, где работал помощником звукорежиссера, а позднее стал играть на синтезаторе. Сыграл в двух песнях из альбома «Прощай, дорога из жёлтого кирпича» Элтона Джона. В 1974 выпустил собственный альбом. В 1976 начал успешное сотрудничество с группой Genesis. Спродюсировал альбомы A Trick of the Tail, Wind & Wuthering, Seconds Out. Альбомы …And Then There Were Three… и Duke стали платиновыми в США.
Написал музыкальную тему для фильма «Воспитание Риты». В 1985 переехал в Лос-Анджелес, где основал собственную студию.